# Kelp

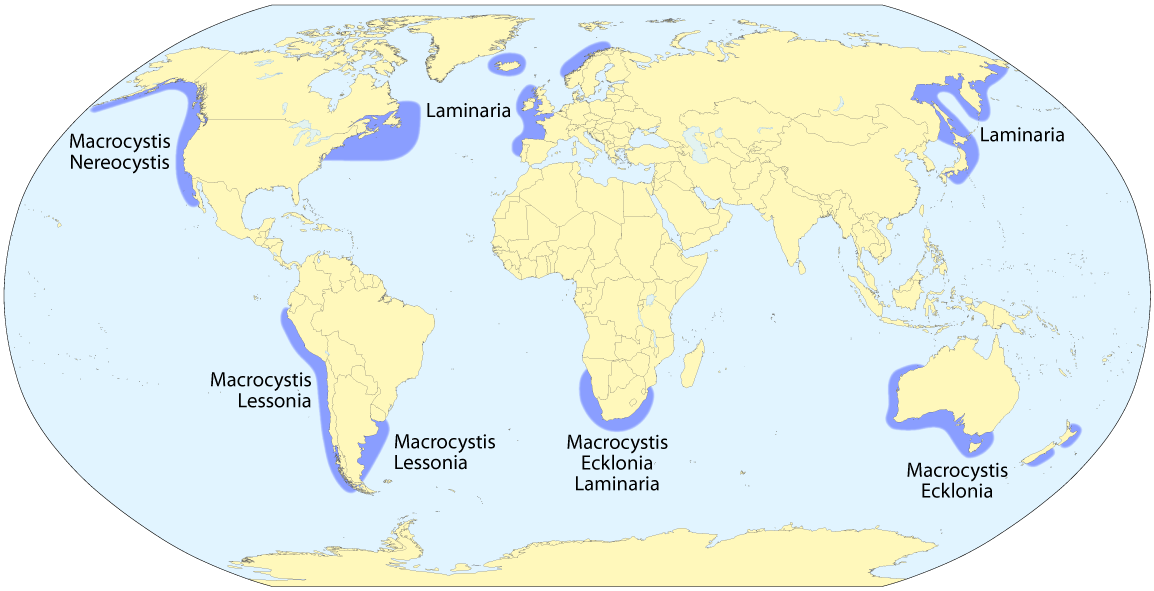
Kelpskogarnas utbredning

Kelp syftar på flera arter av brunalg som växer i undervattensskogar, i klara grunda vatten i havet. Den kräver näringsrika vatten och en temperatur under 18-20 °C.

## Olika arter
Flera storväxande och skogbildande brunalger går under benämningen kelp. Där ingår släktena Fucus (blåstång, sågtång med flera), Laminaria (fingertång, stortare med flera), Saccharina (inklusive bladtång), Macrocystis och Nereocystis.
Kelp är känd som en snabbväxande sorts alger där släktena Macrocystis och Nereocystis kan växa upp till en halv meter per dag. Dessa varianter kan slutligen nå en längd på mellan 30 och 80 meter. En art (Macrocystis pyrifera) som växer utanför Kaliforniens kust kan bli 50 meter lång. Kelp skördas relativt lätt tack vare att dess toppar når nära vattenytan.
Under 1800-talet associerades vanligtvis ordet "kelp" med de havsalger som användes för framställning av soda (natriumkarbonat).

## Kommersiell användning
Tidigare användes bränd kelpaska inom tvål- och glasproduktion. 

### Livsmedel
Som livsmedel bär kelp ofta det japanska namnet kombu (昆布) och tillhör då kelpfamiljen Laminaria. Den är rik på bland annat K-vitamin och antioxidanter samt mineraler som magnesium, kalcium och järn och går därför att använda som köttersättning, då tillsammans med en proteinkälla. Kombu i dess olika arter är vanlig i flera kök, både det koreanska och det kinesiska, men speciellt det japanska. 
Kelp innehåller tämligen höga halter av naturligt glutamat. Det används ofta som smaksättning till buljong och olika grytor, men även för att mjuka upp bönor vid tillagning. Över 90 procent av den kombu som konsumeras är odlad utanför den japanska ön Hokkaido. I den svenska butikshyllan hittar man ofta kelp som torkad och paketerad alg i en välsorterad butik, och som en ingrediens i örtsalt.
Alginat är en kolhydrat som kan utvinnas ur kelp. Den används som förtjockningsmedel i till exempel glass, sylt, dressing och tandkräm. Den förekommer även som ingrediens i hundmat. Alginat går även under beteckningen E400.
Kelp eller kombu innehåller naturlig glutaminsyra, en aminosyra som ger upphov till det som japanerna kallar den femte grundsmaken umami (旨味). Glutaminsyra används ofta som tillsatsmedel i mat och som smakförstärkare i form av sitt salt natriumglutamat.

### Biogas
Ur kelp kan framställas olika biogaser, till exempel metan.

### Gödsel
Kelp används också som gödningsmedel, något som ofta är vanligt inom jordbruket på öarna i Engelska kanalen. Det är också ett välkommet tillskott inom ekologisk odling. Färsk kelp bör dock spolas av och avsaltas innan den används inom jordbruket. Kelp förekommer även kommersiellt i mjölform som gödsel.

### Koppling till arkeologi
Ett bälte av kelpskog löper från Japan över Berings sund till Mexiko, på en sockel som delvis var torrlagd under senaste istiden för cirka 14 000 år sedan, och där människor kan ha invandrat från Asien till Amerika i en tid då Alaska var täckt av is och före Cloviskulturen, en teori som har kallats "kelp highway". Teorin har lett till utgrävningar på öar längs kusten som Channel Islands, Kalifornien.